# Stanley Milgram
Stanley Milgram (15. srpna 1933 New York – 20. prosince 1984 New York) byl americký sociální a experimentální psycholog, 46. nejcitovanější psycholog ve 20. století. Proslavil se hlavně dvěma originálními experimenty o lidské společnosti:
- Milgramův experiment z roku 1963 ukázal, jak dalece jsou lidé ochotni poslouchat autoritu, i když je v konfliktu s vlastním svědomím;
- jiný experiment z roku 1967 vedl k objevu fenoménu „malého světa“: libovolná dvojice obyvatel USA může najít spojení mezi sebou prostřednictvím průměrně šesti osob.

## Život a dílo
Milgram studoval politologii v New Yorku a v letech 1954-1960 sociální psychologii na Harvardu. Mezi učiteli, kteří jej nejvíce ovlivnili, byli Solomon Asch a Gordon Allport. Pro rozruch, který vzbudily jeho pokusy, však na Harvardu nedostal profesuru a stal se profesorem nejprve v New Yorku a pak v Yale, kde se také konala značná část pokusů. Jejich šokující výsledky vyvolaly vlnu kritiky, jež Milgramovi vytýkala, že domněle nutil pokusné osoby k neetickému jednání. V roce 1986 vyšla na albu So od Petera Gabriela píseň We Do What We're Told (Milgram's 37), věnovaná Milgramově práci.

## Poslušnost versus svědomí
K prvnímu pokusu Milgrama inspiroval proces s nacistickým zločincem Eichmannem: co všechno jsou lidé ochotni udělat, když jim to nařídí autorita? Je to jen vlastnost Němců? V pečlivě připraveném pokusu pak řekl dobrovolníkům, že budou hrát učitele a svým žákům v sousední místnosti při chybných (nebo žádných) odpovědích dávat stále silnější elektrické šoky. „Žáci“ byli instruováni, že mají od jisté intenzity naříkat a křičet, a pokud se „učitelé“ zdráhali, experimentátor jim říkal, že musejí pokračovat.
65 % „učitelů“ dovedlo experiment až do konce a pokud „žáci“ vůbec nereagovali, dovedli jej do konce všichni. Procento těch, kdo odmítli pokračovat, prudce vzrostlo, pokud je experimentátor instruoval jen telefonem a pokud byli „učitelé“ a „žáci“ v téže místnosti. Stejné výsledky vykázali muži i ženy, a to i v mnoha opakovaných pokusech na jiných místech. Obdobné pokusy s „vězni“ a „dozorci“ na Stanfordu (tzv. Stanfordský vězeňský experiment z roku 1971) musel prof. Zimbardo dokonce předčasně ukončit, aby neohrozily zdraví pokusných osob.

## Šest kroků od sebe
Ve druhém slavném pokusu vybral Milgram náhodně 160 osob v Massachusetts a instruoval je, aby se pokusily poštou doručit zprávu osobě místně i sociálně velmi vzdálené, ale jen pokud si s ní tykají. Jinak mají najít jinou blízkou osobu a požádat ji o totéž. O každém kroku měli navíc informovat experimentátora. K velkému překvapení všech se ukázalo, že čtvrtina zpráv došla do cíle, a to po průměrně 5,5 krocích (nejdelší cesta měla 12 kroků). Tento experiment nevědomky navázal na myšlenku maďarského spisovatele F. Karinthyho, který v povídce „Články řetězu“ z roku 1929 odhadoval, že mezi libovolnými dvěma lidmi se najde řetězec známostí ne delší než 6 osob.
„Fenomén malého světa“ nečekaným způsobem osvětlil povahu moderního světa jakožto obrovské sítě vztahů, kterou nikdo neplánuje a neřídí, a přitom jsou její komunikační možnosti velmi blízké teoretickému optimu. Pojetí společnosti jako „nejširšího obzoru komunikací“ vypracoval německý sociolog Niklas Luhmann. Z těchto myšlenek, které zpopularizoval ve filmu „Šest kroků od sebe“ americký dramatik J. Guare, vycházel pak i projekt odolné komunikační sítě Arpanet, z níž se vyvinul Internet.